# Battambang (província)
Battambang (ou Batdambang) (khmerបាត់ដំបង) é uma província localizada no noroeste do Camboja. Sua capital é Battambang. Possui uma área de 11.702 km². Em 2008, sua população era de 1.024.663 habitantes.
A província está subdividida em 13 distritos:
- 0201 - Banan
- 0202 - Thma Koul
- 0203 - Bat Dambang
- 0204 - Bavel
- 0205 - Ek Phnom
- 0206 - Moung Ruessei
- 0207 - Rotanak Mondol
- 0208 - Sangkae
- 0209 - Samlout
- 0210 - Sampov Loun
- 0211 - Phnum Proek
- 0212 - Kamrieng
- 0213 - Koas Krala